# Neobisium maxbeieri
Espèce
Synonymes
- Neobisium beieri Dumitresco & Orghidan, 1970 nec Verner, 1958

Neobisium maxbeieri est une espèce de pseudoscorpions de la famille des Neobisiidae.

## Distribution
Cette espèce est endémique de Roumanie. Elle se rencontre à Drobeta-Turnu Severin dans la grotte Peștera Topolnița.

## Systématique et taxinomie
Cette espèce a été décrite sous le nom Neobisium beieri par Dumitresco et Orghidan en 1970. Ce étant préoccupé par  Neobisium beieri Verner, 1958, elle est renommée Neobisium maxbeieri par Dumitresco et Orghidan en 1972.

## Étymologie
Cette espèce est nommée en l'honneur de Max Beier.

## Publications originales
- Dumitresco & Orghidan, 1972 : Sur l'espèce Neobisium (Blothrus) beieri Dumitresco et Orghidan. Travaux de l'Institut de spéologie Émile Racovitza, vol. 11, p. 247.
- Dumitresco & Orghidan, 1970 : Contribution à la connaissance des Pseudoscorpions souterrains de Roumanie. Travaux de l'Institut de spéologie Émile Racovitza, vol. 9, p. 97-111.